# Lycenchelys hippopotamus
Lycenchelys hippopotamus es una especie de pez de la familia de los Zoarcidae en el orden de los perciformes.

## Morfología
Los machos pueden llegar a alcanzar los 22,1 cm de longitud total.

## Hábitat
Es un pez de mar y de aguas profundas que vive entre los 160-1800 m de profundidad.

## Distribución geográfica
Se encuentra en el Pacífico noroccidental: desde el Japón hasta el Mar de Bering, incluyendo el Mar de Ojotsk.

## Observaciones
Es inofensivo para los humanos. 